# Universidade do Estado de Minas Gerais
Minas Gerais állami egyetem (Universidade do Estado de Minas Gerais, UEMG) Minas Geraisben (Brazília) található egyetem. Napjainkban 17 posztgraduális képzés folyik.